# 墨脱毛兰
墨脱毛兰（学名：Eria medogensis）为兰科毛兰属下的一个种。

## 扩展阅读
- 維基物種上的相關：墨脱毛兰